# Henryk Kisielewski
Henryk Kisielewski (ur. 5 października 1955 w Dobrzyniu nad Wisłą, zm. 22 czerwca 2023 w Sobowie) – polski polityk, rolnik i samorządowiec, członek zarządu województwa mazowieckiego (1999–2001), wójt gminy Brudzeń Duży (2002–2010), poseł na Sejm II kadencji.

## Życiorys
Syn Józefa i Eweliny. W 1988 ukończył studia na Wydziale Rolniczym Akademii Rolniczej w Poznaniu. Zajął się prowadzeniem indywidualnego gospodarstwa rolnego. W 1993 został posłem II kadencji z okręgu płockiego z listy Polskiego Stronnictwa Ludowego. W 1998 został radnym Sejmiku Województwa Mazowieckiego I kadencji. Wszedł w skład zarządu województwa, w którym zasiadał do 2001. Później był wiceprezesem Wojewódzkiego Funduszu Ochrony Środowiska i Gospodarki Wodnej w Warszawie. W 2002 ponownie wybrany na radnego województwa. Od tegoż roku do 2010 pełnił funkcję wójta gminy Brudzeń Duży. W 2014 bezskutecznie kandydował ponownie na ten urząd.
W 1997, 2001 i 2005 startował też z ramienia PSL do polskiego parlamentu, a w 2004 do Parlamentu Europejskiego.

## Odznaczenia
W 2000 otrzymał Złoty Krzyż Zasługi.